# Élections législatives danoises de 1918
 (février 2019).
Si vous disposez d'ouvrages ou d'articles de référence ou si vous connaissez des sites web de qualité traitant du thème abordé ici, merci de compléter l'article en donnant les références utiles à sa vérifiabilité et en les liant à la section « Notes et références ».
Les élections législatives danoises de 1918 ont eu lieu le 22 avril 1918.

## Féminisation
Il s'agit des premières élections où des femmes sont élues au Rigsdag :
- Quatre au Folketing (Karen Ankersted, Helga Larsen, Mathilde Malling Hauschultz et Elna Munch)[1] ;
- Cinq au Landsting (Nina Bang, Kirsten Marie Christensen, Marie Hjelmer, Olga Knudsen et Inger Gautier Schmit)[2].

## Résultats
| Inscrits                       | Inscrits                 | Inscrits                 | 1 219 068 |             |                       |                       |
| Abstentions                    | Abstentions              | Abstentions              | 298 671   | 24,5 %      |                       |                       |
| Votants                        | Votants                  | Votants                  | 920 397   | 75,5 %      |                       |                       |
|                                |                          |                          |           |             |                       |                       |
| Bulletins enregistrés          | Bulletins enregistrés    | Bulletins enregistrés    | 920 397   |             |                       |                       |
| Bulletins blancs ou nuls       | Bulletins blancs ou nuls | Bulletins blancs ou nuls | 3 468     | 0,38 %      |                       |                       |
| Suffrages exprimés             | Suffrages exprimés       | Suffrages exprimés       | 916 929   | 99,62 %     | 140 sièges à pourvoir | 140 sièges à pourvoir |
|                                |                          |                          |           |             |                       |                       |
| Liste                          | Tête de liste            |                          | Suffrages | Pourcentage | Sièges acquis         | Var.                  |
| Venstre                        | Niels Neergaard          |                          | 269 646   | 29,41 %     | 45 / 140              | +2                    |
| Social-démocratie              | Thorvald Stauning        |                          | 262 796   | 28,66 %     | 39 / 140              | +7                    |
| Parti social-libéral danois    | Carl Theodor Zahle       |                          | 189 521   | 20,67 %     | 32 / 140              | +1                    |
| Parti populaire conservateur   | Emil Piper               |                          | 167 743   | 18,29 %     | 22 / 140              | +14                   |
| Parti des employeurs           | Néant                    |                          | 11 934    | 1,3 %       | 1 / 140               | n/a                   |
| Nouvelle droite                | Néant                    |                          | 4 764     | 0,52 %      | 0 / 140               | n/a                   |
| Électeurs de 1918              | Néant                    |                          | 4 407     | 0,48 %      | 0 / 140               | n/a                   |
| Parti communiste du Danemark   | Néant                    |                          | 1 410     | 0,15 %      | 0 / 140               | n/a                   |
| Social démocratie indépendante | Néant                    |                          | 1 086     | 0,12 %      | 0 / 140               | n/a                   |
| Indépendants                   | Néant                    |                          | 3 622     | 0,4 %       | 1 / 140               | +1                    |